# آب توصله
آب توصله، روستایی از توابع بخش مرکزی شهرستان گتوند در استان خوزستان ایران است.

## جمعیت
این روستا در دهستان کیارس قرار دارد و براساس سرشماری مرکز آمار ایران در سال ۱۳۸۵، جمعیت آن ۱۵۸ نفر (۲۵خانوار) بوده‌است.